# Mario Casariego
Mario Cardenal Casariego y Acevedo C.R.S. (Figueras, 13 de febrero de 1909 - Ciudad de Guatemala, 15 de junio de 1983) fue un religioso español somasco que trabajó principalmente en Guatemala. Llegó a ser el único cardenal de Centroamérica en la década de 1980.

## Biografía
Mario Casariego y Acevedo era hijo de María Águeda Casariego García y de Mario López Acevedo y Pérez Lebredo, dos mozos colonos españoles de la provincia de Oviedo.
Nació en la parroquia de asturiana de Figueras; fue bautizado el 19 de abril del mismo año por el sacerdote Inocencio Cotarelo, siendo sus padrinos Francisco Blanco y su hermana María Blanco. Recibió el nombre de Mario Francisco y fue inscrito en el registro civil de Castropol como Mario Francisco Casariego García. Su idioma materno fue el eonaviego.[cita requerida]
Cuando Casariego tenía seis años de edad, su madre intentó emigrar a México con él, ya que en dicho país americano residía su tío Laureano Casariego. El viaje no prosperó y tuvieron que residir en el puerto de Vigo desde 1915. Existen varias versiones de la fecha de la muerte de su madre: según información en el sitio Vivir Asturias la madre de Casariego falleció en 1921; por su parte, el sitio web oficial de la Catedral de Guatemala, indica que ambos padres murieron cuando Casariego tenía entre seis y siete años de edad ―o sea entre 1915 y 1916―, debido a una «peste de gripe asiática».
En 1921 Casariego ―de 12 años de edad― volvió a Figueras, donde vivió bajo los cuidados de su abuela materna; pero en 1923 emigró definitivamente a México, en donde vivió unos meses con su tío Laureano Casariego, hasta que éste falleció.

## Adopción
Tras la muerte de su tío, Casariego quedó en absoluto desamparo. Fue llevado desde México a El Salvador por una familia de apellido Estupiñán, quienes ese mismo año (1924) lo internaron en la Escuela Correccional de Menores «San José», que desde 1921 era regenteada por sacerdotes italianos de la Orden de los Padres Somascos, creada por san Jerónimo Emiliani (1486-1537).
El correccional se encontraba en la villa La Ceiba de Guadalupe, ubicada en el municipio Antiguo Cuscatlán, en las afueras de la ciudad de San Salvador, unos 6 km al suroeste del centro.
Según el sitio web oficial de la Catedral de Guatemala, los esposos Estupiñán lo tuvieron a su cuidado hasta que cumplió la mayoría de edad (en
febrero de 1927).
A fines de ese año (1924) Casariego afirmó sentir la vocación para convertirse en sacerdote, por lo que le permitieron salir del orfanato y pasarse al seminario menor Pío XII, en la parroquia El Calvario, en la villa de San Vicente, unos 60 km al este de San Salvador. Allí estudió desde 1924 hasta 1929 bajo el cuidado personal del sacerdote guatemalteco Mariano Rossell Arellano (1894-1964), quien llegaría a ser arzobispo de Guatemala.

## Sacerdocio

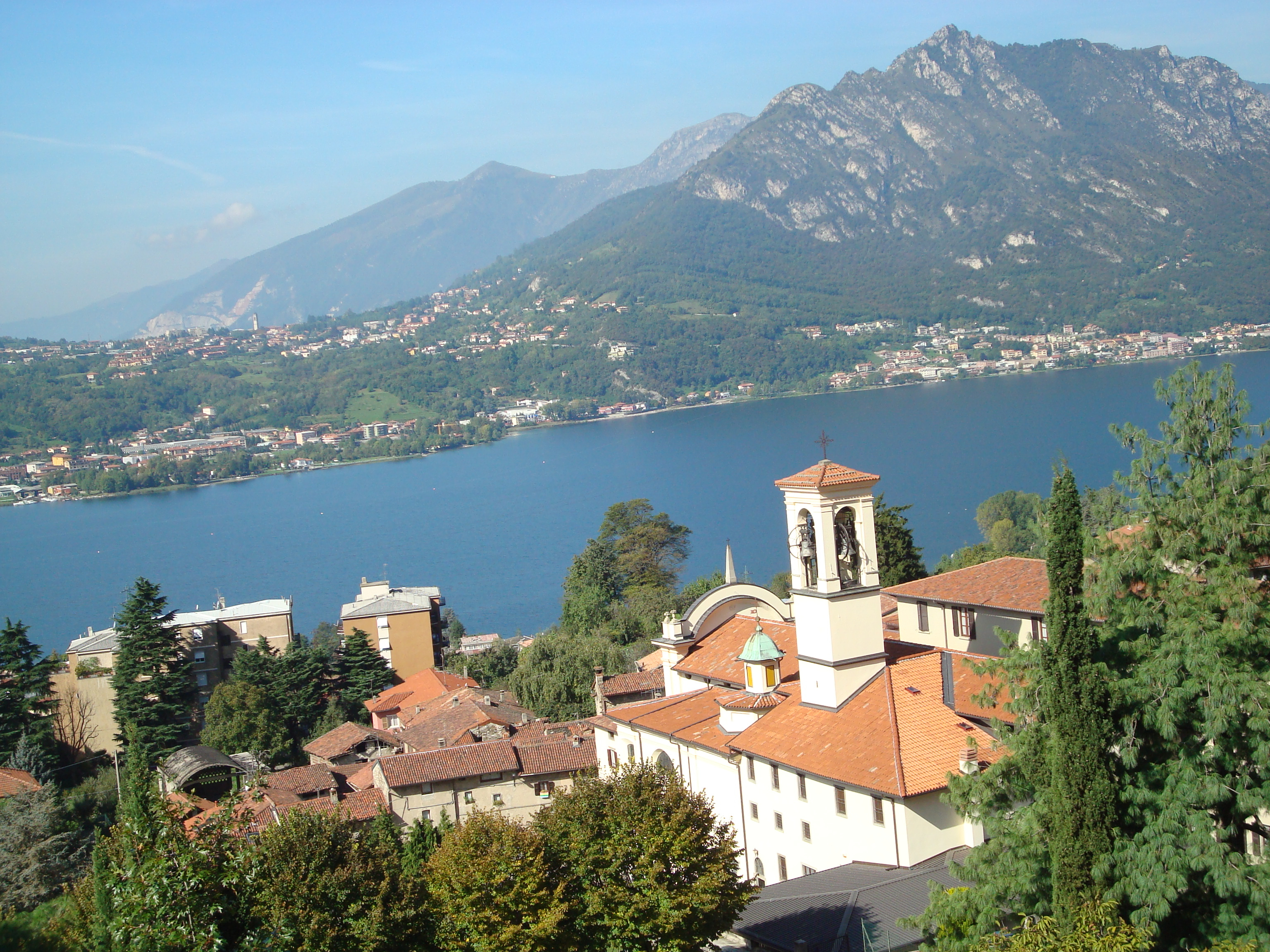
Santuario de Somasca, a orillas del lago de Como.

En 1930 ―a los 21 años de edad― viajó en barco al Santuario de Somasca (Italia) ―la sede de la congregación―, donde realizó profesión simple.
El 19 de julio de 1933 ―o de 1932 o de 1936 (según el sitio web oficial de la Catedral de Guatemala)― realizó profesión solemne en el Noviciado de los Padres Somascos, en La Ceiba; fue ordenado sacerdote por su mentor y mecenas, Mariano Rossell.
Durante los años posteriores, Casariego desempeñó varios cargos en su congregación, llegando a ser delegado pastoral en San Salvador (capital de El Salvador).
En 1939, su mentor Mariano Rossell Arellano fue elegido arzobispo de Guatemala.

## Episcopado
El padre Casariego fue consagrado obispo el 27 de diciembre de 1958 en la basílica de San Pedro de la Ciudad del Vaticano, recibiendo la mitra y el báculo de manos del papa Juan XXIII. El Papa lo envió a Guatemala como obispo auxiliar de la arquidiócesis de la capital.
El 10 de diciembre de 1964, mientras se realizaban las fiestas jubilares organizadas por el obispo Casariego para su mentor, el arzobispo Rossell, en celebración de sus 25 años de ordenación episcopal, este falleció.

## Tarea pastoral

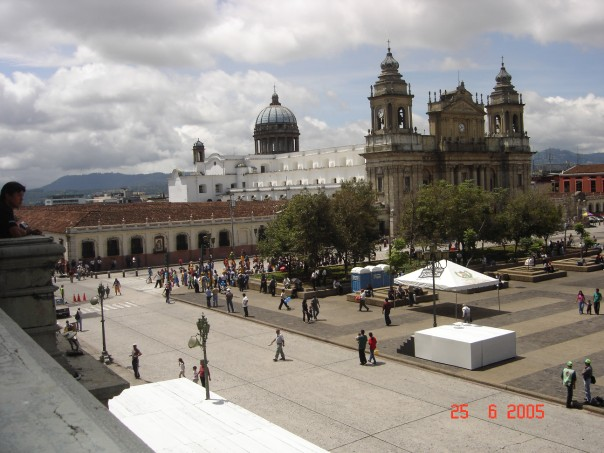
Catedral Metropolitana y Palacio Arzobispal de la Ciudad de Guatemala.

En Guatemala, durante su gestión arzobispal tuvo lugar la época más cruenta de la Guerra Civil de Guatemala. En general, Casariego ―vinculado con el Opus Dei y con las tendencias más conservadoras de la Iglesia católica en Centroamérica― no se involucró en los asuntos del Estado y no hizo denuncias de ningún tipo.
Desde el inicio de su gestión se le acusó de estar al servicio de intereses antipopulares, de favorecer a las élites del país y de estar influenciado por el Opus Dei. En 1968, el presidente Julio César Méndez Montenegro le solicitó que visitara al presidente mexicano Gustavo Díaz Ordaz y le solicitara apoyo en sus disputas con los jefes militares Arriaga Bosque y Arana Osorio.  Al regresar a Guatemala en marzo, el arzobispo fue secuestrado por grupos de extrema derecha; hubo numerosos grupos de cristianos que elevaron sus oraciones para el aparecimiento del arzobispo; incluso, el Papa le envió una carta y le honró con varias dignidades eclesiásticas y el cargo de «Consejero de la Sagrada Congregación Consistorial», que le otorgaba poderes superiores a los del Nuncio Apostólico, pues tenía el derecho de revisar todos los nombramientos de obispos en la región.  Incluso, fue nombrado «Príncipe de la Iglesia» y obtuvo la Orden del Quetzal cuando fue liberado.
El 28 de marzo de 1969, el papa Pablo VI lo nombró cardenal. y cuando iba de regreso a Guatemala pasó a visitar su aldea natal, Figueras en España.
A principios de los años setenta varias parroquias de la diócesis de Escuintla, en la Costa Sur de Guatemala, iniciaron un trabajo de pastoral social a través de las llamadas Familias de Dios, inspiradas en la pedagogía de Paulo Freire. Esta labor abordaba el estudio de la Biblia desde la perspectiva de los pobres orientada a la reflexión sobre el papel de los cristianos en la construcción de una sociedad más justa. Un aspecto de preocupación de la Iglesia Católica en la Costa Sur fueron las condiciones inhumanas del trabajo en las fincas y la falta de una organización de los trabajadores temporales y cuadrilleros llegados del Altiplano.
En 1971 visitó Figueras por cuarta y última vez.
De acuerdo a publicaciones del Ejército de Guatemala, para el año 1980 los frentes del Ejército Guerrillero de los Pobres (EGP), habían alcanzado un altísimo nivel de organización, con el apoyo e intervención de sacerdotes Jesuitas, Maryknoll y Misioneros del Sagrado Corazón; estos sacerdotes extranjeros, españoles en su gran mayoría, a través de Acción Católica, habrían armado un entramado perfectamente diseñado por teólogos de la liberación obteniendo con su intervención y adoctrinamiento, un amplio dominio sobre las comunidades del triángulo Ixil.. Todo este esfuerzo de involucramiento religioso, era coordinado, desde otro frente guerrillero, por Luis Gurriarán y Ricardo Falla Sánchez, S.J. los religiosos se encargaron de esta manera en desarrollar una estrategia de captación y reclutamiento para el EGP. Esta estrategia, basada en la teoría y praxis de la iglesia de los pobres, utilizaba entre sus procedimientos para lograr acrecentar su influencia visitas y reuniones de adoctrinamiento constante.  De acuerdo a los reportes del ejército, estos ideólogos dirigían de esta manera el adoctrinamiento mediante la teología de la liberación, por medio de más de cien sacerdotes y monjas de diferentes órdenes religiosas, junto con el EGP.
La Premio Nobel de la Paz Madre Teresa de Calcuta visitó la Ciudad de Esquipulas el 18 de julio de 1980, el motivo principal de su visita se debió a que tendría que inaugurar la plaza centroamericana de la paz, ubicada en el convento Belén, en el Cerrito Morola de la misma ciudad.
El cardenal Casariego era amigo de la periodista católica y activista de las Fuerzas Armadas Rebeldes Irma Flaquer; cuando Flaquer fue secuestrada en 1980, sus familiares recurrieron al cardenal para que hiciera alguna denuncia o al menos rezara una misa pública, pero Casariego ―entonces el hombre más poderoso de la Iglesia católica en toda Centroamérica― afirmó que «fuerzas superiores se lo habían impedido».
Durante el gobierno de facto de Efraín Ríos Montt, el 6 de marzo de 1983, aconteció la primera visita del Papa Juan Pablo II cuando el país atravesaba el conflicto armado interno entre el Ejército de Guatemala y la Unidad Revolucionaria Nacional Guatemalteca. El primer gesto del pontífice al bajar del avión fue besar el suelo guatemalteco; más tarde pidió a Ríos Montt la suspensión de la ejecución de tres reos condenados a muerte, aunque su petición fue desatendida y fueron finalmente ejecutados. Por otra parte la mañana del 7 de marzo el papa celebró una misa que fue oficiada en el Campo Marte de la Ciudad de Guatemala, la que hasta ese momento era la más grande concentración católica en la historia del país; se calcula que movilizó entre un millón y medio y dos millones de personas. El estrés de ese periodo empeoró la dolencia cardiaca de Casariego, quien falleció por esta causa.
Fue enterrado en las catacumbas de la Catedral Metropolitana de la Ciudad de Guatemala.

## Centenario de su nacimiento

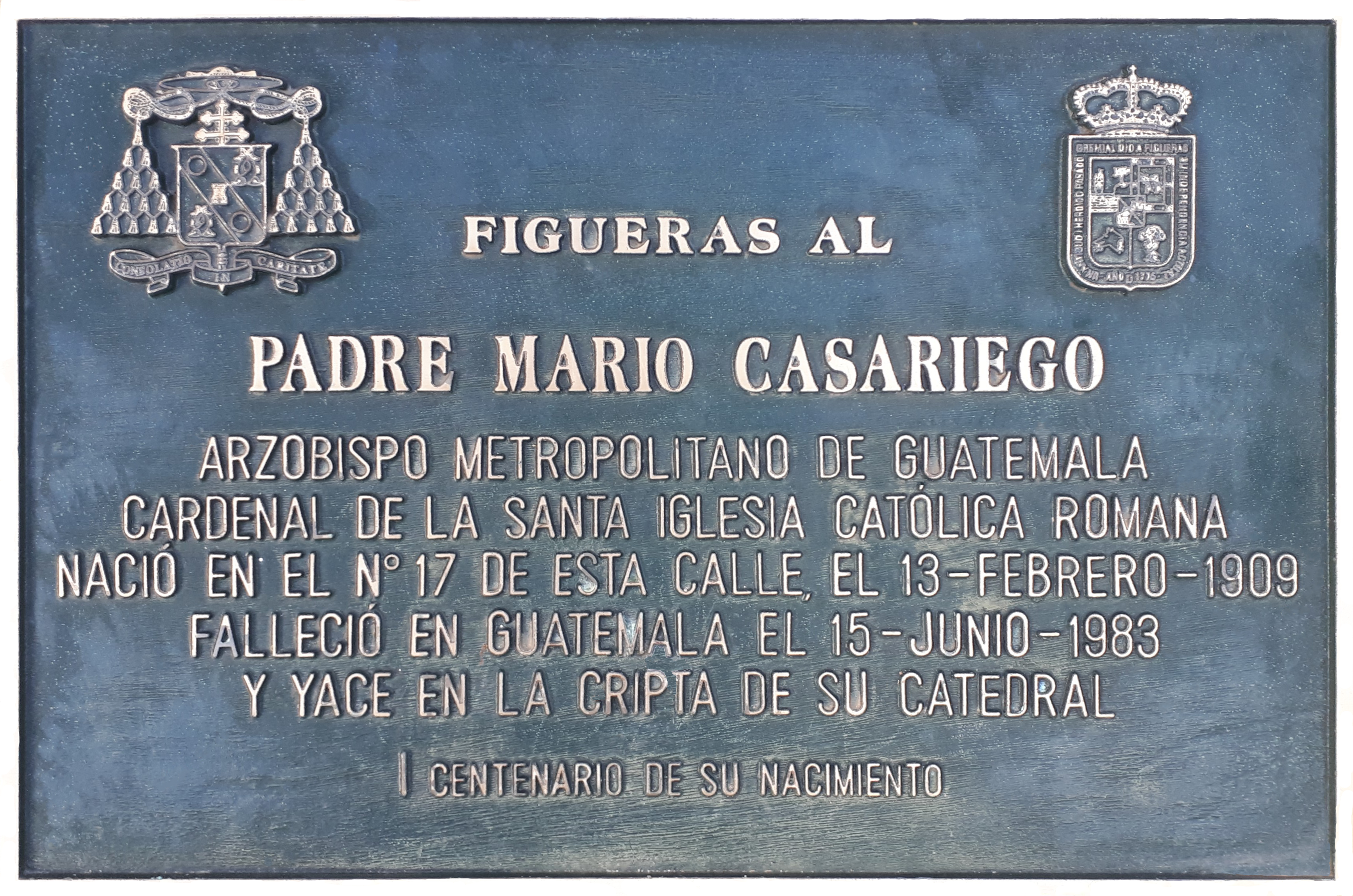
Placa conmemorando del I Centenario de su nacimiento en Figueras.

El 13 de febrero de 2009, centenario de su nacimiento, tuvieron lugar en Figueras diversos actos recordatorios, con exposiciones de materiales sobre su vida, conferencias y el descubrimiento de una placa conmemorativa.